# Kataloganreicherung
Mit Kataloganreicherung (englisch catalog enrichment) werden Katalogisate eines Bibliothekskatalogs um weiterführende Informationen ergänzt, die über die reguläre Formal- und Sacherschließung hinausgehen. Das können bloße Bilder eines Buchumschlags sein, Inhaltsverzeichnisse, Abstracts, daraus abgeleitete automatische Indexierung und Übersetzung bis hin zum elektronischen Volltext eines Buches.

## Beispiele und Formen
Die weiterführenden Inhalte im Rahmen der Kataloganreicherung können unter anderem sein:
die Angaben von Inhaltsverzeichnissen (Tables of Content, TOCs), die Einfügung von Inhaltsangaben und Abstracts, die Aufnahme von Rezensionen, die Übernahme von Volltexten oder Empfehlungsdiensten. Darüber hinaus können Coverabbildungen eingebunden werden. Eine weitere mögliche Form sind maschinell generierte Deskriptoren auf Grundlage computerlingustistischer und/oder statistischer Extraktions- und Modifikationsverfahren auf Basis digitalisierter oder importierter Texte wie TOC, Abstract, Volltext oder Rezension.
Das Tagging, von Nutzern manuell ergänzte freie Deskriptoren oder von Verlagen übernommene Deskriptoren, gehört ebenfalls zu den üblichen Möglichkeiten. Die so genannte Query Expansion, die Erweiterung der Benutzeranfragen durch zusätzliche semantische Ressourcen (Thesaurus, Ontologie, Klassifikation, Taxonomie, Übersetzung und andere Listen) ist eine weitere Option.

## Umsetzung und Geschichte
Die Anreicherung kann entweder durch Einbringung der Informationen (Inhaltsverzeichnisse, Inhaltsangaben, maschinell generierte Deskriptoren usw.) in den Katalogeintrag selbst oder durch Verlinkung erfolgen, wobei die verlinkte Quelle entweder auf einem Server der Bibliothek liegt oder von einem externen Anbieter zur Verfügung gestellt wird.
Viele Formen der Kataloganreicherung werden bereits seit mehreren Jahren von Buchhändlern im Internet angewandt. Anfang der 1990er Jahre erweiterte die Universitätsbibliothek Düsseldorf durch die maschinelle Indexierung der Titel und Untertitel die Menge der suchbaren Worte um Grundformen, Komposita-Zerlegung, Synonyme und Schlagworte aus der Deutschen Schlagwortnormdatei. Kataloganreicherung insbesondere mit Inhaltsverzeichnissen und daraus maschinell generierten Deskriptoren ist im deutschsprachigen Raum seit 2002 State-of-the-Art. Die zusätzlichen Inhalte sind in den Katalogsystemen teils über maschinell generierte Deskriptoren abfragbar, teils auch über in den Katalog übertragene meist kurze Texte.
Einige Bibliotheken beziehen die zusätzlichen Inhalte in die Suche bewusst nicht ein, insbesondere weil die meisten Bibliothekssysteme kein Relevance Ranking besitzen und bei eher allgemeinen Begriffen zu große Treffermengen befürchtet werden. Dadurch geht jedoch die Chance verloren, sehr spezifische Fachbegriffe oder z. B. Autoren von Sammelwerken finden zu können, die über maschinelle Indexierung erkannt und extrahiert werden (siehe auch Named Entity Recognition, Information Extraction oder Text Analytics).
Die deutschen Bibliotheksverbünde vereinbarten 2007 Standards für die Digitalisierung von Inhaltsverzeichnissen und Methoden des Austauschs. Seit 2008 nimmt die Deutsche Nationalbibliothek an der Produktion von Inhaltsverzeichnissen teil.
Man trifft in manchen amerikanischen Verbundkatalogen Inhaltsverzeichnisse (als Content Notes) an, deren Inhalte über die Keyword-Suche auffindbar sind und in denen bei Sammelbänden auch die Namen der Beitragsautoren über die Verfassersuche zur Verfügung stehen. Google geht das Thema noch forcierter an: es arrangiert sich Ende 2008 mit US-Verlagen und Autorenorganisationen bezüglich der Urheberrechte und digitalisiert massenhaft ganze Bibliotheken und die ganzen Werke und verlinkt über OCLC-WorldCat auf die dort registrierten Bibliotheken.